# Scoparia anthomera
Scoparia anthomera là một loài bướm đêm trong họ Crambidae.